# Bouillac, Tarn-et-Garonne
Bouillac är en kommun i departementet Tarn-et-Garonne i regionen Occitanien i södra Frankrike. Kommunen ligger i kantonen Verdun-sur-Garonne som tillhör arrondissementet Montauban. År 2022 hade Bouillac 577 invånare.

## Befolkningsutveckling
Antalet invånare i kommunen Bouillac
| Referens: INSEE |